# Jacinto Desidério Cony
Jacinto Desidério Cony, também grafado como Jacinto Dizidério Coni, Jacinto Desidério de Coni ou simplesmente Jacinto Desidério (Lisboa, 16 de agosto de 1777 – Rio de Janeiro, 13 de setembro de 1833), foi um engenheiro militar e cartógrafo português, cuja atuação deu-se, principalmente, no Brasil Colonial e no primeiro decênio pós-Independência. Servindo a Coroa Portuguesa, elaborou mapas e fortificações, bem como participou de diversas campanhas militares na Capitania de São Pedro do Rio Grande do Sul (atual estado do Rio Grande do Sul).

## Biografia

### Chegada à América portuguesa
Por volta de 1799, quando ocupava o posto de segundo tenente do regimento de artilharia da Corte Portuguesa, foi nomeado por meio de carta régia para exercer o mesmo posto no Rio de Janeiro. Como capitão, foi designado pelo Príncipe Regente para executar planos e trabalhos de fortificações na Barra do Rio de Janeiro. Foi durante os anos em que atuou no Rio de Janeiro que Desidério Cony contraiu matrimônio com Escolástica Leonor Cordovil de Coní, mais precisamente no ano de 1805, no município de São Gonçalo.

### Atuação na Capitania de São Pedro do Rio Grande do Sul
Em fevereiro de 1810, após ter prestado importantes serviços em solo fluminense, foi transferido para a Capitania de São Pedro do Rio Grande do Sul (atual estado do Rio Grande do Sul), onde viria a participar ativamente nas campanhas de 1811 e 1812, no contexto da Revolução iniciada por José Artigas em Buenos Aires, cuja pretensão era a de unificar todos os Estados da Região do Prata. Em 1816, por meio aviso do Ministério da Guerra, vinculou-se à Divisão de Voluntários Reais que, juntamente às tropas luso-brasileiras, colaborou na invasão e conquista da Banda Oriental sob o comando do Tenente-general Carlos Frederico Lecor. O referido território conquistado seria anexado às possessões portuguesas na América Meridional com o nome de Província da Cisplatina, permanecendo assim, até 1825, quando da independência do território que formou a Estado Oriental do Uruguai. Durante a contraofensiva castelhana, Desidério Cony elaborou um plano com o fim de manter o Quartel Morales (ou Cuartel Treinta y Tres Orientales), importante sede militar uruguaia, sob o poder do Império do Brasil.

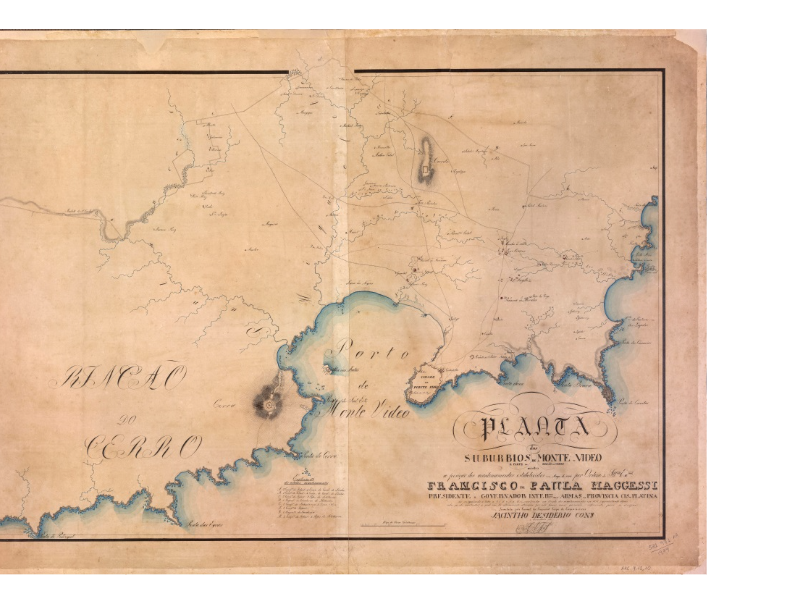
Planta dos suburbios de Monte-Video e parte do Rincão do Cerro, de Jacinto Desidério Cony

### Ascensão social e anos finais de vida
No transcorrer de sua carreira militar, Desidério Cony galgou por diversas posições no seio da hierarquia dessa instituição, sendo promovido a Coronel em 1811, em decorrência de sua participação nas campanhas militares na Província de São Pedro do Rio Grande do Sul; a Tenente-coronel em 1921,quando estava ainda vinculado aos Voluntários Reais; a Coronel graduado, no ano seguinte; e, por fim, a Brigadeiro graduado em 1826, dois anos após a sua saída do referido corpo destacado do exército português. Ainda no ano de 1826, Desidério Cony elaborou um trabalho cartográfico intitulado "Planta dos suburbios de Monte-Video e parte do Rincão do Cerro [...]", que apresenta importantes informações acerca do relevo e da hidrografia da região, bem como da disposição dos atuais acantonamentos naquele campo de guerra.
Após ter prestado importantes serviços para a Coroa Lusa no extremo-sul da América portuguesa, retornou ao Rio de Janeiro, onde faleceu no fim do ano de 1833, sendo sepultado nas catacumbas da Igreja de São Francisco de Paula. 